# Dziubanivka, Kozelșciîna
Dziubanivka (în ucraineană Дзюбанівка) este un sat în comuna Olenivka din raionul Kozelșciîna, regiunea Poltava, Ucraina.

## Demografie
Componența lingvistică a localității Dziubanivka
     Ucraineană (95,28%)
     Rusă (3,94%)
     Alte limbi (0,79%)
Conform recensământului din 2001, majoritatea populației localității Dziubanivka era vorbitoare de ucraineană (95,28%), existând în minoritate și vorbitori de rusă (3,94%).